# Karen Krantzcke
Karen Krantzcke (née le 1er février 1947 à Brisbane) est une joueuse australienne de tennis, active du milieu des années 1960 à 1977, année où elle meurt d'une crise cardiaque, le 11 avril aux États-Unis, à l'âge de trente ans.

## Biographie
Karen Krantzcke réalise sa meilleure saison en 1970, se hissant successivement en demi-finale à l'Open d'Australie et à Roland-Garros, puis en quart de finale à Wimbledon ; lors de ces tournois, elle compte notamment des succès face à Virginia Wade, Françoise Dürr et (chacune des trois fois) Judy Dalton. Avec cette dernière, la même année, elle décroche la Coupe de la Fédération pour le compte de l'Australie contre la RFA en finale.
Toujours en 1970, elle doit interrompre sa carrière pendant dix-huit mois pour cause d'hypoglycémie. Elle ne retrouvera pas son niveau initial à son retour, quoiqu'atteignant à nouveau le dernier carré en Australie en 1977.
Elle compte dix titres en double dames, notamment les Internationaux d'Australie en 1968 (s'agissant là de la toute dernière édition amateur avant l'avènement de l'ère Open) aux côtés de Kerry Melville, ainsi qu'un succès en simple, acquis à Sydney en 1974 face à sa compatriote Evonne Goolagong.
Karen Krantzcke meurt d'une attaque cardiaque en avril 1977, alors qu'elle fait une séance de jogging en marge d'un tournoi challengers. À la suite de ce décès précoce, les instances du WTA Tour décident de créer en 1978 un prix en son honneur, le Karen Krantczke Sportsmanship Award.
Une rue de Canberra, en Australie, porte également son nom.